# 紀元前63年
紀元前63年（きげんぜん63ねん）は、ローマ暦の年である。

## 他の紀年法
- 干支 : 戊午
- 日本
  - 崇神天皇35年
  - 皇紀598年
- 中国
  - 前漢 : 元康3年
- 朝鮮
  - 檀紀2271年
- 仏滅紀元 : 481年
- ユダヤ暦 : 3698年 - 3699年

## できごと

### ローマ
- ローマ帝国の軍人グナエウス・ポンペイウスがフェニキア、コイレ・シリア、ユダヤを征服した。
- デカポリスの制度の基礎ができた。
- ユダヤがローマの衛星国となり、アリストブロス2世からヨハネ・ヒルカノス2世に王位が移った。
- エルサレムの神殿の丘で、ローマ軍により12000人以上のユダヤ人が虐殺された。
- ガイウス・ユリウス・カエサルが最高神祇官に選出された。翌年にはプラエトルにも選出された。
- マルクス・トゥッリウス・キケロが執政官に就任した。最初のノウス・ホモであった。
- マルクス・ポルキウス・カトー・ウティケンシスが護民官に選出された。
- ルキウス・セルギウス・カティリナによるクーデターが失敗に終わった。

### ポントス
- ファルナケス2世がポントス王になった。

## 誕生
- 9月23日 - アウグストゥス（+ 14年）
- ストラボン - ギリシアの歴史家、地理学者（+ 24年）
- ディデュモス - ギリシアの文法学者（+ 10年）
- マルクス・ウィプサニウス・アグリッパ - ローマの軍人、政治家（+ 紀元前12年）

## 死去
- ミトリダテス6世 - ポントス王（* 紀元前132年）
- クィントゥス・カエキリウス・メテルス・ピウス(en:Quintus Caecilius Metellus Pius) - 最高神祇官（* 紀元前130年/紀元前127年）